# كوريا الشمالية وأسلحة الدمار الشامل

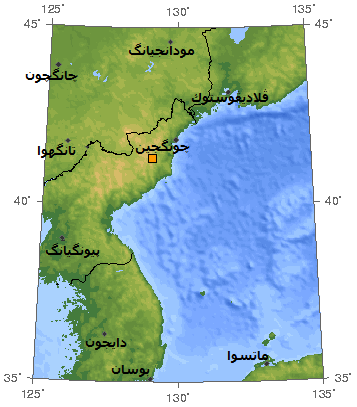
خريطة توضح مكان التجربة النووية الأولى لكوريا الشمالية والتي نتج عنها هزات أرضية، رغم أن وكالة المسح الجيولوجي الأمريكي تؤكد أن الهزات عبارة عن زلزال أصاب المنطقة وليست تجربة نووية.

أعلنت كوريا الشمالية     (رسمياً: جمهورية كوريا الديمقراطية الشعبية) أن لديها أسلحة نووية، ويعتقد الكثير من قبل أن كوريا الشمالية لديها بالفعل أسلحة نووية. وتشير وكالة الاستخبارات المركزية الأمريكية إلى أن كوريا الشمالية لديها أيضاً ترسانة كبيرة من الأسلحة الكيميائية.
كوريا الشمالية كانت طرفاً في معاهدة عدم انتشار الأسلحة النووية، لكنها انسحبت عام 2003، وذلك يشير إلى فشل الولايات المتحدة لتحقيق الغاية المتمثلة في الإطار المتفق عليه، وهو اتفاق عام 1994 بين الدول للحد من طموحات كوريا الشمالية النووية، والبدء في تطبيع العلاقات معها، بجانب مساعدة كوريا الشمالية في تزويد بعض احتياجاتها من الطاقة من خلال المفاعلات النووية.
في 9 أكتوبر عام 2006، أصدرت حكومة كوريا الشمالية إعلاناً بأنها أجرت بنجاح تجربة نووية للمرة الأولى. ولكن ردت الولايات المتحدة واليابان على ذلك بأنه غير حقيقي من خلال ما أصدرته وكالة الماسح الجيولوجي الأمريكي وهيئة رصد الزلازل اليابانية أن زلزالاً قوته 4.3 بمقياس ريختر قد هز كوريا الشمالية.

## التاريخ
يعود البرنامج النووي إلى حوالي عام 1962، حين أعلنت كوريا الشمالية عن التزامها بما أطلقت عليه "التحصين الكلي" وهو ما مثل بداية حقبة العسكرة التي خضعت لها البلاد. طلبت كوريا الشمالية مساعدة الاتحاد السوفيتي في تطوير الأسلحة النووية عام 1963، ولكن السوفييت رفضوا طلبهم. في حين وافق الاتحاد السوفيتي على مساعدة كوريا الشمالية في تطوير برنامج طاقة نووية سلمي وتضمن ذلك تأهيل وتدريب علماء نوويين. ورفضت الصين طلباً مماثلاً لتطوير أسلحة نووية من كوريا الشمالية فيما بعد، وذلك عقب إجراء الصينيين لتجارب نووية عدة.
شارك مهندسون سوفييت في بناء مركز يونغبيون للأبحاث النووية العلمية وتشييد مفاعل نووي للأبحاث من نوع IRT-2000 عام 1963، ودخل هذا المفاعل حيز العمل عام 1965 وتم تحديثه لنموذج 8 MW عام 1974. شرعت كوريا الشمالية ببناء مفاعل أبحاث ثاني محلياً بيونغبيون عام 1979 ومصنع معالجة خام ومحطة تصنيع وقود نووي.
يعود برنامج الأسلحة النووية الكوري الشمالي إلى ثمانينيات القرن العشرين، حيث بدأت كوريا الشمالية بتشغيل منشآت لتصنيع وتحويل اليورانيوم وبإجراء اختبارات تفجير شديدة، وقد ركز برنامج الأسلحة على الاستخدامات العملية للطاقة النووية وإتمام نظام تطوير السلاح النووي. صادقت الحكومة الكورية الشمالية على معاهدة الحد من انتشار الأسلحة النووية عام 1985، ولكنها لم تقم بعقد اتفاق الضمانات المطلوب في المعاهدة مع الوكالة الدولية للطاقة الذرية حتى عام 1992. خلصت الوكالة الدولية للطاقة الذرية إلى وجود دليل دامغ على عدم اكتمال هذا الإعلان وذلك أثناء عملية التحقق من إعلان كوريا الشمالية في مطلع عام 1993. وأبلغت الوكالة الدولية مجلس الأمن التابع للأمم المتحدة بعدم امتثال كوريا الشمالية، وذلك بعدما قُوبل طلب إجراء تفتيش خاص بالرفض من جانب الحكومة الكورية الشمالية. وأعلنت كوريا الشمالية عن انسحابها من معاهدة الحد من انتشار الأسلحة النووية عام 1993 بيد أنها سارعت إلى تعليق الانسحاب قبيل بدأ سريانه.
وافقت حكومة الولايات المتحدة بموجب ما نص عليه إطار العمل المتفق عليه بين كوريا الشمالية والولايات المتحدة عام 1994 على تسهيل تزويد نظام كوريا الشمالية بمفاعلي ماء خفيفين مقابل نزع سلاح كوريا الشمالية. تُعتبر هكذا مفاعلات "مقاومة أكثر للانتشار من مفاعلات كوريا الشمالية المهدأة بالغرافيت"، ولكنها ليست "مضادةً للانتشار". وضِعت أسس تنفيذ إطار العمل المتفق عليه بين الطرفين، ولكن انتهى الإطار المتفق عليه بالفشل عام 2002، وألقى كل طرف لوم فشل الاتفاق على الآخر. اعترفت باكستان بحلول عام 2002 بأن كوريا الشمالية تمكنت من الوصول إلى تقنية باكستان النووية خلال أواخر تسعينيات القرن العشرين.
اتهمت الولايات المتحدة النظام الكوري الشمالي بعدم الامتثال وأوقفت شحنات النفط استناداً للأدلة التي حُصِلَ عليها من باكستان وليبيا ومن اعترافاتٍ عدة أقرها النظام نفسه، بيد أن كوريا الشمالية أدعت فيما بعد أن اعترافها العام بالذنب قد أسيء فهمه بصورةٍ متعمدة. وكان الطرفان قد تخليا رسمياً عن إطار العمل المتفق عليه بحلول عام 2002.
أعلنت كوريا الشمالية مجدداً انسحابها من معاهدة الحد من انتشار الأسلحة النووية. اعترف النظام عام 2005 بحيازته لأسلحة نووية ولكنه تعهد بإنهاء البرنامج النووي.
أعلنت كوريا الشمالية يوم 9 أكتوبر عام 2006 عن إجرائها لأول اختبار نووي بنجاح. وقد رُصِدَ وقوع انفجار نووي تحت الأرض بلغ المحصول (العائد) التقديري الناتج عنه ما يقل عن كيلوطن واحد، كما رُصِدَت بعض المخرجات الإشعاعية. وجدد النظام الكوري الشمالي مجدداً في 6 يناير عام 2007 تأكيد حيازته لأسلحة نووية.
أبلغت كوريا الشمالية مندوبين في محادثات نووية دولية يوم 17 مارس عام 2007 عن تحضيرها لإغلاق المنشآة النووية الرئيسية في البلاد. وقد تم التوصل للاتفاق عقب سلسلة من المحادثات كانت قد بدأت عام 2003 تُعرف بالمحادثات السداسية، وجمعت المحادثات السداسية كل من كوريا الشمالية وكوريا الجنوبية والصين وروسيا واليابان والولايات المتحدة على طاولة المفاوضات. ونصت الاتفاقية على تقديم كوريا الشمالية لقائمة ببرامجها النووية ووسيتم تعطيل منشأة نووية مقابل مساعدات على شكل وقود بالإضافة إلى إجراء محادثات لتطبيع العلاقات مع الولايات المتحدة واليابان. وتأخر هذا من شهر أبريل جراء نشوب خلاف مع الولايات المتحدة حول بنك مجموعة دلتا آسيا المالية، في حين أكد مفتشو الوكالة الدولية للطاقة الذرية يوم 14 يوليو من نفس العام عن إغلاق مفاعل يونغبيون النووي، وبالتالي بدأت كوريا الشمالية بتلقي المساعدات. وباء هذا الاتفاق بالفشل أيضاً عام 2009 عقب إطلاق كوريا الشمالية لقمر صناعي.
ظهرت في شهر أبريل عام 2009 تقارير مفادها أن كوريا الشمالية أصبحت "قوة نووية كاملة الأهلية" وهو رأي ثَبُتَ عليه المدير العام للوكالة الدولية للطاقة الذرية محمد البرادعي. أجرت كوريا الشمالية اختباراً نووياً ثانياً بتاريخ 25 مايو عام 2009، وأدى هذا الاختبار لوقوع انفجار تراوحت القيمة التقديرية لمحصلته ما بين 2 إلى 7 كيلوطن. يُعتقد أن الاختبارين كان قد أُجرِيا بالقرب من جبل مانتابسان في مقاطعة كيلجو الواقعة في شمال شرقي البلاد. وقد خُلِصَ إلى ذلك من قياس الزلزال الذي وقع عند موقع الاختبار.
أعلنت كوريا الشمالية في فبراير 2012 عن تعليقها لتخصيب اليورانيوم في مركز يونغبيون للأبحاث النووية العلمية، وتعليق إجراء اختبارات جديدة للأسلحة النووية في الأثناء التي يستمر خلالها إجراء المفاوضات مع الولايات المتحدة. تضمنت الاتفاقية التي تم التوصل لها حظراً على إجراء اختبارات للصواريخ بعيدة المدى. كما وافقت كوريا الشمالية على السماح للوكالة الدولية للطاقة الذرية بمراقبة العمليات في يونغبيون. وقد جددت الولايات المتحدة تأكيدها على عدم وجود نية عدوانية تجاه كوريا الشمالية وعن استعدادها لتحسين العلاقات الثنائية، ووافقت على إرسال شحنة مساعدات غذائية إنسانية إلى كوريا الشمالية. ووصفت الولايات المتحدة إعلان الشمال بالـ"هام رغم محدوديته"، ولكن أبدت في نفس الوقت رغبتها في مواصلة هذا النهج بحذر، وبأنها لن تستأنف المحادثات إلّا بعد أن يتخذ النظام خطوات للوفاء بالتزاماته ووعوده. ولكن قررت الولايات المتحدة إيقاف المساعدات الغذائية لكوريا الشمالية بعدما قامت الأخيرة بإجراء اختبار لصاروخ بعيد المدى في أبريل 2012.
نقل الماسح الجيولوجي الأمريكي يوم 11 فبراير عام 2013 عن وقوع هزة أرضية بلغت شدتها 5.1 درجة، والتي اتضح أنها ثالث اختبار نووي تحت الأرض تجريه كوريا الشمالية. وأدعت كوريا الشمالية رسمياً نجاح الاختبار النووي انتهى والتي ذكرت أنه ذو رأسٍ حربيّ أخف من شأنه قوته أكبر من ذي قبل، ولكن لم يُكشف عن قيمة المحصول الدقيق للاختبار النووي. قدّرت عدة مصادر كورية جنوبية قيمة محصول الاختبار بما يتراوح من ستة إلى تسعة كيلوطن، بينما قدّر المعهد الاتحادي الألماني لعلوم الأرض والموارد الطبيعية (BGR) قيمة المحصول بحوالي 40 كيلوطن. إلّا أنه تم تعديل ومراجعة التقديرات الألمانية هذه منذ ذلك الحين لتعطي محصولاً يكافئ 14 كيلوطن، حيث نُشِرت التقديرات الجديدة المضبوطة في يناير عام 2016.

## الأسلحة النووية

### لمحة عامة
تدَّعي وكالة الأنباء المركزية الكورية أن "الولايات المتحدة لطالما مثلت تهديدات نووية لجمهورية كوريا الديمقراطية الشعبية" وأن "الولايات المتحدة تملك طموحا أحمق لإسقاطِ جمهورية كوريا الديمقراطية الشعبية"، ولذلك "كانت هناك حاجة لإجراءٍ مضاد". ويشتبه أن كوريا الشمالية تبقي على برنامج سري لتطوير الأسلحة النووية منذ مطلع ثمانينيات القرن العشرين، حينما قامت بتشييد مفاعل نووي من نوع ماجنوكس لإنتاج البلوتونيوم في يونغبيون. وكان المجتمع الدولي قد لجأ إلى مختلف السبل الدبلوماسية في سعيه لإبقاء برنامج كوريا الشمالية النووي ضمن حدود توليد الطاقة السلمية وتشجيع كوريا الشمالية على المشاركة في المعاهدات الدولية.
قامت عملية التفتيش الأولى التي أجرتها الوكالة الدولية للطاقة الذرية في شهر مايو من عام 1992 بالكشف عن متناقضات توحي بقيام كوريا الشمالية بإعادة معالجة المزيد من البلوتونيوم في حدٍ يتجاوز ما أُعلن عنه. طلبت الوكالة الدولية للطاقة الذرية الحصول على معلومات إضافية والسماح بالوصول إلى موقعين للنفايات النووية في يونغبيون. ولكن كوريا الشمالية رفضت طلب الوكالة وأعلنت يوم 12 مارس عام 1993 عن عزمها الانسحاب من معاهدة حظر الانتشار النووي.
تعهدت كوريا الشمالية عام 1994 بتجميد برامجها الخاصة بمعالجة البلوتونيوم وتفكيك جميع برامجها للأسلحة النووية بموجب الإطار المتفق عليه مع الولايات المتحدة مقابل تطبيع العلاقات الدبلوماسية والحصول على عدة أنواع من المساعدات بما فيها الموارد اللازمة لإمدادات الطاقة البديلة.
كانت الولايات المتحدة بحلول عام 2002 على اعتقاد بقيام كوريا الشمالية بالعمل على تقنيات لإعادة معالجة البلوتونيوم وعلى تقنية تمكنها من تخصيب اليورانيوم، وذلك في خرقٍ وتحدٍ للإطار المتفق عليه مع الولايات المتحدة. ووفقاً لما أوردته تقارير، فقد أبلغت كوريا الشمالية دبلوماسيين أميركيين على انفراد بامتلاكها لأسلحة نووية، وأشارت إلى ما عدته إخفاقات الطرف الأمريكي في الالتزام بما أملاه إطار العمل المتفق عليه باعتباره قوة محفزة. وأوضحت كوريا الشمالية لاحقاً أنها لا تمتلك لأسلحة نووية حتى تلك اللحظة، ولكن قالت بأن لديها "الحق" في امتلاكها، بالرغم من إطار العمل المنصوص عليه في الاتفاق. بدأت كوريا الشمالية في أواخر عام 2002 ومطلع عام 2003 باتخاذ خطوات لطرد مفتشي الوكالة الدولية للطاقة الذرية بالتزامن مع إعادة توجيه قضبان الوقود المستهلك لاستخدامها في إعادة معالجة البلوتونيوم لأغراض عسكرية. أدعت كوريا الشمالية في أواخر عام 2003 عن استعدادها لتجميد برنامجها النووي مقابل الحصول على تنازلات أمريكية إضافية، ولكن لم يجري التوصل إلى اتفاق نهائي. وانسحبت كوريا الشمالية من معاهدة عدم انتشار الأسلحة النووية عام 2003.

#### 2006
استعرضت كوريا الشمالية قدراتها النووية بعد إجراؤها لاختبار نووي تحت الأرض يوم 9 أكتوبر عام 2006، حيث تم تفجير جهاز مرتكز على البلوتونيوم وقُدِر عائد الانفجار بمقدار تراوح من 0.2 إلى 1 كيلوطن. أجري الاختبار في موقع بونغي-ري للتجارب النووية الواقع في مقاطعة هامغيونغ الشمالية. وأكد مسؤولون من الاستخبارات الأمريكية وقوع الاختبار بعد تحليل حطام من عينات نشطة إشعاعياً منتشرة في الهواء كانت قد جُمِعت بعد مضي عدة أيام على تأكيد وقوع الانفجار نتيجة الاختبار المُجرى. وأدان مجلس الأمن التابع للأمم المتحدة الاختبار مصدراً القرار رقم 1874.
كما أكدت الحكومة الكورية الشمالية بتاريخ 6 يناير عام 2007 امتلاكها لأسلحة نووية. وافقت بيونغيانغ على إغلاق مفاعلها النووي الرئيسي في شهر فبراير من عام 2007، ويأتي هذا عقب عملية نزع التسليح الجارية في إطار المحادثات السداسية. ولكن قامت حكومة كوريا الشمالية في 8 أكتوبر عام 2008 بحظر مفتشي الوكالة الدولية للطاقة الذرية من إجراء عمليات تفتيش إضافية على هذا الموقع.

#### 2009
أعلنت كوريا الشمالية عن إعادة تشغيل منشآتها النووية في البلاد يوم 25 أبريل عام 2009، واسترجاعها لعمليات إعادة معالجة الوقود النووي المستهلك للبلوتونيوم المستخدم في صناعة الأسلحة.
أجرت كوريا الشمالية تجربة نووية ثانية تحت الأرض. وحدد الماسح الجيولوجي الأمريكي موقع الاختبار بالقرب من موقع الاختبار النووي الأول. وكان هذا الاختبار أقوى من الاختبار الذي سبقه، حيث قُدر محصول التفجير بقيمة تراوحت ما بين 2 إلى 7 كيلوطن. وأُجري خلال ذات اليوم اختبار صاروخي قصير المدى بنجاح.

#### 2013

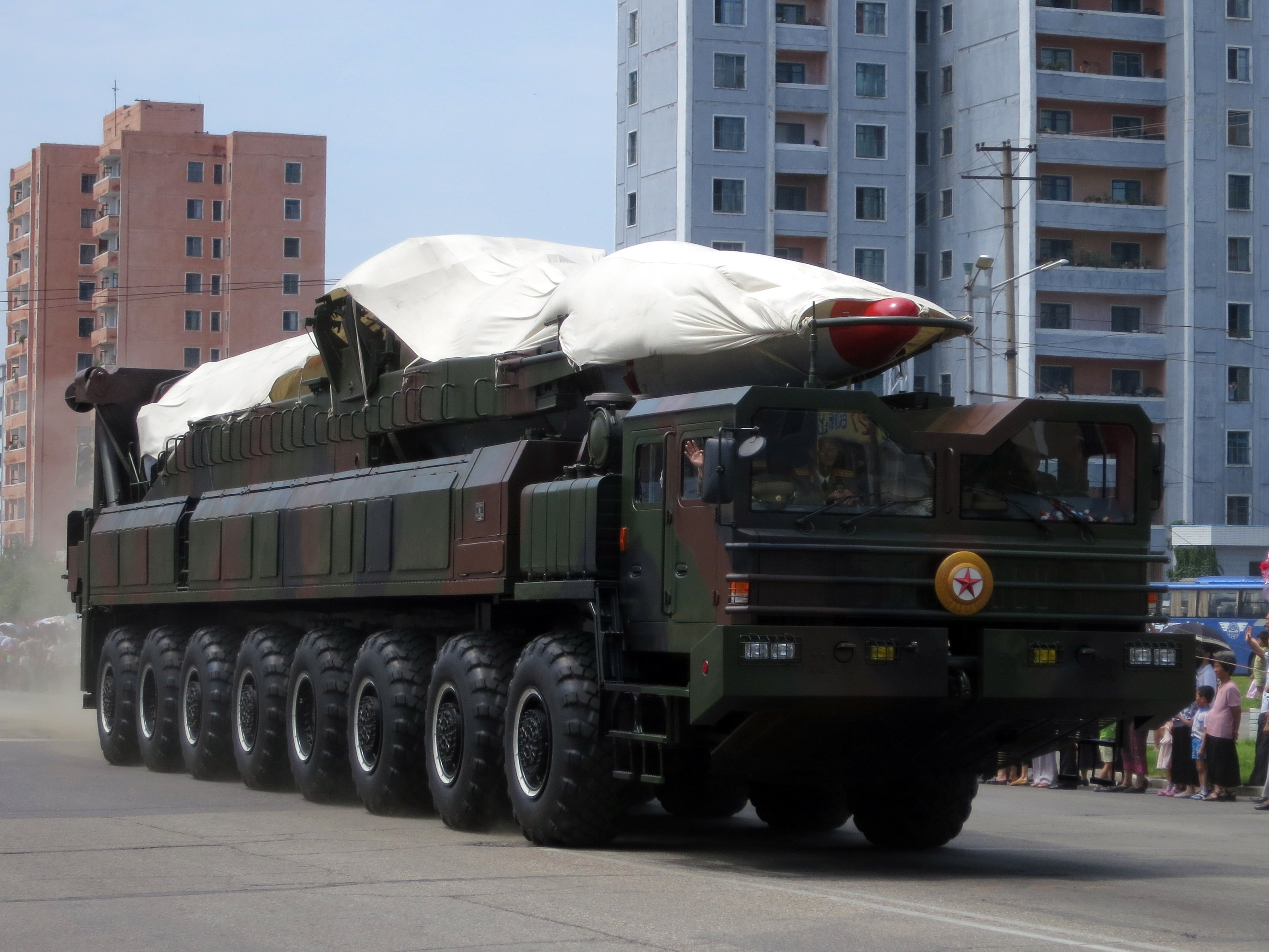
أحد صواريخ كوريا الشمالية الباليستية.

رصد مراقبون في آسيا يوم 12 فبراير عام 2013 نشاطاً زلزالياً غير اعتيادي صادر عن منشأة بكوريا الشمالية في الساعة 11:57 (02:57 بتوقيت غرينيتش)، وتحدد فيما بعد أنها هزة اصطناعية بلغَ عزمها الابتدائي 4.9 (وقد تمت مراجعتها لاحقاً لتُثبَّت قيمتها عند 5.1). وقالت وكالة الأنباء المركزية الكورية الرسمية أن البلاد فجرت جهازاً نووياً مصغّراً ذو "قوة تفجيرية أكبر" في اختبارٍ أجري تحت الأرض. وقد قدَّر المعهد الكوري لعلوم الأرض والموارد المعدنية المحصول التفجيري عند 7.7–7.8 كيلوطن. فيما قدَّر باحثون آخرون كمية المحصول التفجيري الناتج عن الاختبار عند 12.2 ± 3.8 كيلوطن.

#### ادعاء القنبلة الهيدروجينية عام 2015
لمَّح كيم جونغ أون خلال شهر ديسمبر من عام 2015 إلى امتلاك بلاده المقدرة على إطلاق قنبلة هيدروجينية، وهي سلاح أقوى بكثير من القنابل النووية التقليدية التي استخدمتها كوريا الشمالية في الاختبارات السابقة. لاقت تصريحات كيم التشكيك من جانب البيت الأبيض والمسؤولين الكوريين الجنوبيين.

#### 2016

##### أول إدعاء لاختبار قنبلة هيدروجينية
أدعى النظام الكوري الشمالي نجاحه في إجراء اختبار لقنبلة هيدروجينية يوم 6 يناير عام 2016، وجاء هذا بعد ورود تقارير أفادت بوقوع زلزال قادم من شمال شرقي كوريا الشمالية بلغت شدته 5.1 درجة في تمام الساعة 10:00:01 بالتوقيت العالمي المنسق 08:30. ولم يتضح ما إذا كان الاختبار أجري باستخدام قنبلة هيدروجينية. في حين شكك الخبراء في هذا الادعاء. واقترح أحد خبراء التجسس من كوريا الجنوبية أن القنبلة كانت ذرية وليست هيدروجينية. أعرب خبراء في العديد من البلدان بما فيها كوريا الجنوبية عن تشكيكهم إزاء التقنية المزعومة بسبب الحجم الصغير نسبياً للانفجار. وقال محلل الدفاع من مؤسسة راند البحثية بروس بينيت لبي بي سي: «"إما كيم جونغ أون يكذب قائلاً أنهم أجروا اختباراً هيدروجينياً في حين أنهم لم يجروه؛ لقد استخدموا سلاح انشطار أكثر فعالية بقليل - أو لم يعمل القسم الخاص بالهيدروجين من الاختبار على ما يرام أو لم يعمل القسم الانشطاري على ما يرام".»

##### أعقاب ادعاء اختبار القنبلة الهيدروجينية
نشرت كوريا الشمالية يوم مارس 9 عام 2016 فيديو لكيم جونغ أون يزور فيه مصنعاً للصواريخ ويظهر فيه كيم إلى جانب ما تدعي كوريا الشمالية أنه قنبلة نووية كروية فضية مصغّرة. وشكك المجتمع الدولي بالأمر فقال المختص كارل ديوي: "من الممكن أن تكون الكرة الفضية عبارة عن قنبلة نووية بسيطة. ولكنها ليست قنبلة هيدروجينية"، كما أضاف: "وعلاوةً على ذلك فإن القنبلة الهيدروجينية لا تكون فقط بجزئين وحسب، ولكن لها شكل مختلف أيضاً".
عبَّرت كل من الأمم المتحدة ودول العالم وحلف شمال الأطلسي عن إدانتها لهذا الاختبار معتبرةً إياها مُزعزِعةً للاستقرار وخطراً على الأمن الدولي وإخلالاً بقرارات مجلس الأمن. كما أعربت الصين وهي أحد حلفاء النظام الكوري الشمالي عن شجبها للاختبار.

## ردود الفعل الدولية
دخلت الولايات المتحدة في مفاوضات مع كوريا الشمالية خلال تسعينيات القرن العشرين، وتوصل الطرفان إلى الاتفاق على إطار عمل يهدف إلى تجميد البرنامج النووي العسكري الخاص بكوريا الشمالية، وافترض بنفس الوقت السعي نحو إخلاء شبه الجزيرة الكورية من الأسلحة النووية. ولكن باء هذا الاتفاق بالفشل عندما انكشف عام 2002 قيام الشمال بالعمل سرياً على برنامج لتخصيب اليورانيوم، وتلا ذلك عقد الصين للمحادثات السداسية التي جرى التفاوض فيها على اتباع مقاربة تدريجية تهدف إلى نزع السلاح النووي لكوريا الشمالية. ولكن توقفت هذه المحادثات السداسية بعد إجراء الشمال لعدة تجارب نووية وصاروخية، وهو الأمر الذي زاد من العقوبات الدولية المفروضة على كوريا الشمالية، ومنها قرارات العقوبات التي فرضها مجلس الأمن التابع للأمم المتحدة.

## وصلات خارجية
- التسلسل الزمني للاحداث في أزمة كوريا الشمالية النووية، بي بي سي عربي، بتاريخ 9 أكتوبر 2006